# Oleksiivka, Kalanceak
Oleksiivka (în ucraineană Олексіївка) este localitatea de reședință a comunei Oleksiivka din raionul Kalanceak, regiunea Herson, Ucraina.

## Demografie
Componența lingvistică a localității Oleksiivka
     Ucraineană (93,37%)
     Rusă (4,3%)
     Alte limbi (0,9%)
Conform recensământului din 2001, majoritatea populației localității Oleksiivka era vorbitoare de ucraineană (93,37%), existând în minoritate și vorbitori de rusă (4,3%).